# Propionibacterium acnes
Propionibacterium acnes (P. acnes), sedan år 2016 Cutibacterium acnes (C. acnes), är en vanligt förekommande anaerob bakterie i huden. P. acnes finns och lever på huden hos alla människor. Bakterien har utpekats som en av orsakerna till att symtom av akne utvecklas (finnar, pormaskar och utslag).

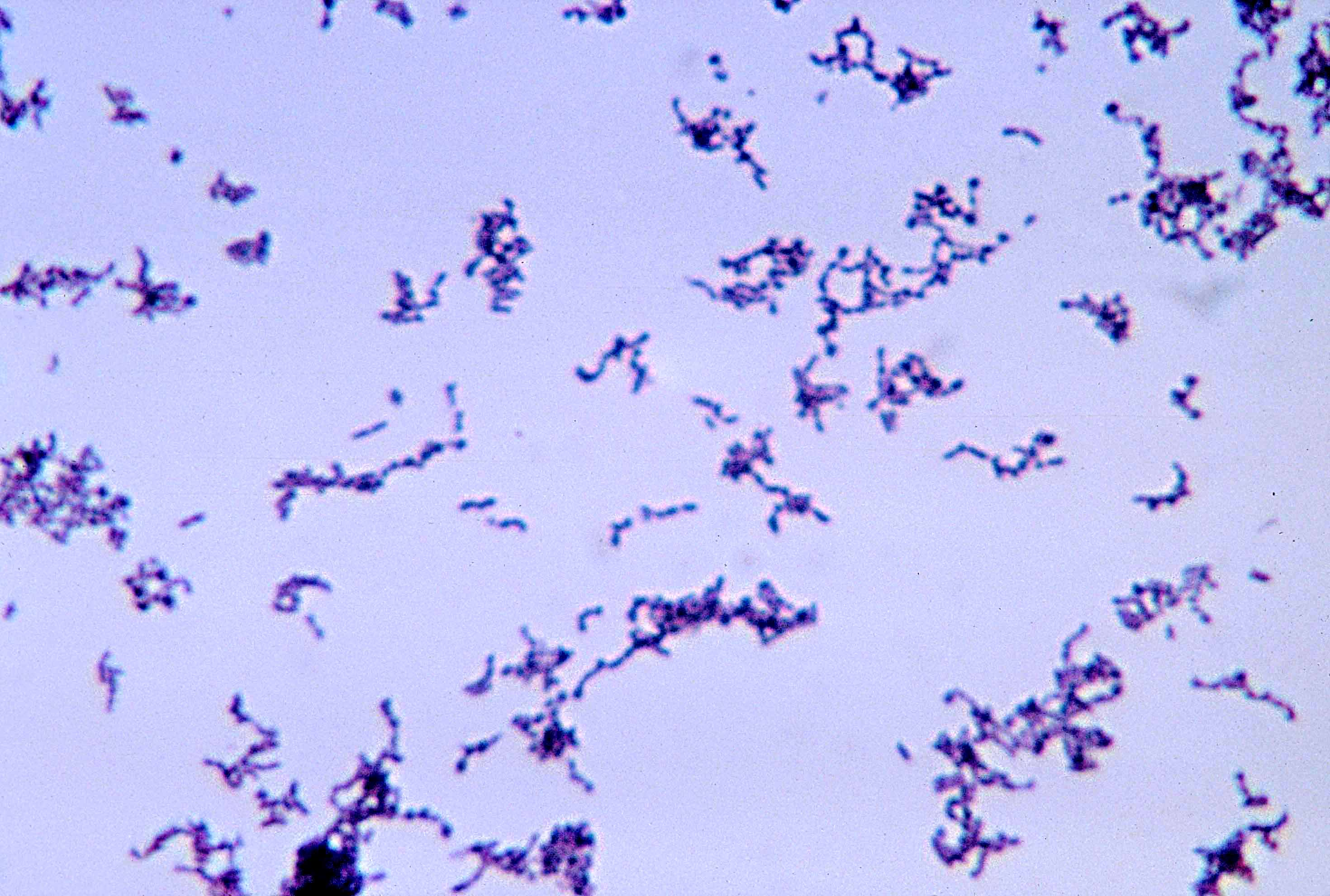
Propionibacterium acnes

Bakterien finns främst i bakteriefloran i huden hos människor men kan även återfinnas i munhåla, tjocktarm och ytterörat. Bakterien lever av fettsyror och i huden livnär den sig främst av sebum (talg).

## Roll vid utveckling av akne
P. acnes finns främst i porer och hårsäckar där den livnär sig på sebum från talgkörtlarna, döda hudceller och restprodukter från huden. Vid en förhöjd produktion av näring så kan bakterien öka i antal och storlek och frigöra enzymer och proteiner som skadar bland annat talgkörtlarnas cellstruktur. Vid en sådan skada uppstår en inflammation som först och främst bildar en komedonisk inflammation, en så kallad pormask. Vid ytterligare tilltäppning av porer så ökar inflammationen i omfång vilken påbörjar bildandet av en papel eller pustel.